# Astrit Dakli
Astrit Dakli (Novara, 30 settembre 1948 – Roma, 31 gennaio 2016) è stato un giornalista italiano.

## Biografia
Astrit Dakli è nato a Novara da madre triestina e padre albanese, originario di Elbasan, venuto in Italia per studiare alla facoltà di chimica dell'Università di Firenze. I suoi genitori, Ibrahim Dakli e Renata Lorenzetti, dopo essersi conosciuti durante gli studi universitari a Firenze dove si sono laureati entrambi in chimica, si sono trasferiti a Novara, città in cui il padre ha cominciato a lavorare, e poi a Busto Arsizio dove Astrit Dakli frequenta il liceo scientifico. Andato a Milano per studiare architettura al Politecnico, Astrit Dakli si laurea ma non fa l'architetto perché inizia a lavorare come giornalista per il Quotidiano dei lavoratori, uno dei giornali-gruppo della sinistra extraparlamentare vicino ad Avanguardia operaia, per poi trasferirsi a Roma dove dopo il 1977, lavora al quotidiano il manifesto in cui rimane per oltre trent'anni, divenendo anche caporedattore.
Negli anni '80 è responsabile della «Cooperativa il manifesto anni 80» fondata da Rossana Rossanda per risollevare il giornale dalla crisi. Per gestirla, rinuncia per vari anni all'attività giornalistica vera e propria.
Nel 1990 si trasferisce a Mosca, dove segue la fine della perestrojka di Gorbačëv e l'ascesa della Russia capitalista di Boris El'cin. Passa quindi a seguire le guerre jugoslave, e fa l'inviato in Kosovo durante il conflitto del 1999. Negli anni 2000 segue in particolare le vicende dell'Unione europea e nel 2001 l'attentato alle torri del World Trade Center di New York. Negli ultimi anni di permanenza al manifesto lavora al sito, dove cura anche il blog "Est Est Est", e nel 2012 decide, dopo un'attenta riflessione e una sofferta ma inevitabile decisione, di lasciare il giornale dove aveva lavorato per 30 anni insieme ad altre firme storiche Archiviato il 5 marzo 2016 in Internet Archive., portandosi però dietro il suo blog e trasferendolo su una nuova piattaforma trasformato in "estestestblog". Collabora poi con il giornale online Globalist.it e continua a scrivere per The Global Dispatches e per la rivista East. Nel 2013, con alcuni fuoriusciti del manifesto, fa nascere il giornale Pagina99, che lascia nell'aprile 2014 per motivi di salute. 
Nel 1975 ha sposato Miriam Daniela Ricci da cui divorzia nel 2015. Ha due figlie: Giulia (1984) e Bianca (1988). Nel 2009 incontra la giornalista Luisa Betti che sposa dopo diversi anni di convivenza, e con lei lavora e realizza alcuni reportage tra cui: "Handicap allo scoperto" sui bambini e le bambine disabili in Russia e "Le donne di Puskino" riguardo alla maternità delle donne russe. Dopo due anni di malattia combattuta insieme alla moglie Luisa Betti, Astrit Dakli muore il 31 gennaio 2016 a Roma.

## Opere
- I rifugi di Lenin, con il fotografo Mario Dondero, ed. il manifesto, 2007: libro a quattro mani e una Leica sugli storici rifugi in Russia di quando Lenin era esule, ricercato, bandito.
- (A cura di Pippo Ciorra e Gabriele Mastrigli) La Metropoli dopo, ed. Meltemi, aprile 2002
- Mosca e San Pietroburgo, ed. Airplane, gennaio 2001
- (con Franco Faggiani, Angelo Gentili) Cernobyl. Fatti, misfatti, effetti del più grande incidente nucleare del mondo., ed. F & F, 1996